# Hyesan
Hyesan (phát âm tiếng Hàn Quốc: [he.san]) Hán Việt: Huệ Sơn) là một thành phố ở phía bắc của tỉnh Ryanggang, Cộng hòa Dân chủ Nhân dân Triều Tiên. Đây là một trung tâm vận chuyển đường sông cũng như một trung tâm phân phối sản phẩm. Đây cũng là trung tâm hành chính của tỉnh Ryanggang. Tính đến năm 2008, dân số của thành phố là 192.680.
Thành phố tọa lạc gần dãy núi Trường Bạch, nằm sát biên giới với Cộng hòa Nhân dân Trung Hoa (tỉnh Cát Lâm). Đối diện với nó là huyện Trường Bạch của Trung Quốc ở bên kia bờ sông Áp Lục.

## Diện tích
Vào những năm 1940, Thành phố này bao gồm cả núi Trường Bạch gần đó. Tuy nhiên, do một số thay đổi, diện tích của thành phố này đã bị giảm đi và hiện tại nó chỉ tương ứng với sông Áp Lục gần đó.
Vì vấn đề tái thống nhất bán đảo Triều Tiên, thành phố này được Hàn Quốc tuyên bố chủ quyền, với diện tích là những năm 1940, chứ không phải do Bắc Triều Tiên chỉnh sửa. Do đó, thành phố này ở Hàn Quốc vẫn bao gồm ngọn núi Trường Bạch gần đó.
Bởi vấn đề này, Hàn Quốc có mâu thuẫn với Cộng hòa Nhân dân Trung Hoa vì dãy núi Trường Bạch. Ngọn núi này thực tế bị chia làm hai: phần phía nam được quản lý bởi CHDCND Triều Tiên trong khi phần phía bắc được quản lý bởi Trung Quốc. Tuy nhiên, Hàn Quốc vẫn tuyên bố chủ quyền ở phần phía bắc. Điều này không được tuyên bố chính thức, nhưng từ các bản đồ được in bởi Hàn Quốc, nó thực sự được tuyên bố. Ngoài ra, Đài Loan đã tuyên bố chủ quyền với toàn bộ ngọn núi.

## Địa lý
Thành phố nằm trong dãy núi Trường Bạch ở biên giới với Cộng hòa Nhân dân Trung Hoa (Cát Lâm), ngăn cách bởi sông Áp Lục. Huyện cấp thị Trường Bạch là thành phố gần nhất của Trung Quốc bên kia sông.

### Khí hậu
Hyesan có khí hậu lục địa ẩm ướt, chịu ảnh hưởng bởi độ cao địa hình (phân loại khí hậu Köppen:  Dwb ). Thành phố này nằm ở khu vực lạnh nhất Triều Tiên, với nhiệt độ thấp nhất từng ghi nhận được là -42 °C (-44 °F) năm 1915.
| Dữ liệu khí hậu của Hyesan (1981-2010)          | Dữ liệu khí hậu của Hyesan (1981-2010) | Dữ liệu khí hậu của Hyesan (1981-2010) | Dữ liệu khí hậu của Hyesan (1981-2010) | Dữ liệu khí hậu của Hyesan (1981-2010) | Dữ liệu khí hậu của Hyesan (1981-2010) | Dữ liệu khí hậu của Hyesan (1981-2010) | Dữ liệu khí hậu của Hyesan (1981-2010) | Dữ liệu khí hậu của Hyesan (1981-2010) | Dữ liệu khí hậu của Hyesan (1981-2010) | Dữ liệu khí hậu của Hyesan (1981-2010) | Dữ liệu khí hậu của Hyesan (1981-2010) | Dữ liệu khí hậu của Hyesan (1981-2010) | Dữ liệu khí hậu của Hyesan (1981-2010) |
| Tháng                                           | 1                                      | 2                                      | 3                                      | 4                                      | 5                                      | 6                                      | 7                                      | 8                                      | 9                                      | 10                                     | 11                                     | 12                                     | Năm                                    |
| ----------------------------------------------- | -------------------------------------- | -------------------------------------- | -------------------------------------- | -------------------------------------- | -------------------------------------- | -------------------------------------- | -------------------------------------- | -------------------------------------- | -------------------------------------- | -------------------------------------- | -------------------------------------- | -------------------------------------- | -------------------------------------- |
| Trung bình ngày tối đa °C (°F)                  | −10.1 (13.8)                           | −5.7 (21.7)                            | 2.6 (36.7)                             | 12.5 (54.5)                            | 19.5 (67.1)                            | 22.8 (73.0)                            | 25.5 (77.9)                            | 24.9 (76.8)                            | 19.2 (66.6)                            | 12.4 (54.3)                            | 2.0 (35.6)                             | −7.7 (18.1)                            | 9.8 (49.7)                             |
| Trung bình ngày °C (°F)                         | −18.4 (−1.1)                           | −13.3 (8.1)                            | −3.5 (25.7)                            | 5.6 (42.1)                             | 12.3 (54.1)                            | 16.7 (62.1)                            | 20.5 (68.9)                            | 19.9 (67.8)                            | 13.0 (55.4)                            | 5.5 (41.9)                             | −3.8 (25.2)                            | −15.5 (4.1)                            | 3.3 (37.9)                             |
| Tối thiểu trung bình ngày °C (°F)               | −22.6 (−8.7)                           | −18.9 (−2.0)                           | −9.6 (14.7)                            | −1.2 (29.8)                            | 5.2 (41.4)                             | 10.7 (51.3)                            | 15.5 (59.9)                            | 15.0 (59.0)                            | 6.8 (44.2)                             | −1.3 (29.7)                            | −9.6 (14.7)                            | −19.3 (−2.7)                           | −2.4 (27.6)                            |
| Lượng Giáng thủy trung bình mm (inches)         | 14.6 (0.57)                            | 8.8 (0.35)                             | 31.7 (1.25)                            | 36.1 (1.42)                            | 73.8 (2.91)                            | 99.2 (3.91)                            | 149.4 (5.88)                           | 104.8 (4.13)                           | 59.5 (2.34)                            | 35.6 (1.40)                            | 26.2 (1.03)                            | 22.8 (0.90)                            | 662.5 (26.08)                          |
| Nguồn 1: Cơ quan Khí tượng Nhật Bản (lượng mưa) |                                        |                                        |                                        |                                        |                                        |                                        |                                        |                                        |                                        |                                        |                                        |                                        |                                        |
| Nguồn 2: Climate-data.org (Nhiệt độ)            |                                        |                                        |                                        |                                        |                                        |                                        |                                        |                                        |                                        |                                        |                                        |                                        |                                        |

## Đơn vị hành chính
Hyesan được chia thành 25 tong (phường) và 4 ri (xã):
| - Ch'un-dong (춘동) - Hyegang-dong (혜강동) - Hyehŭng-dong (혜흥동) - Hyehwa-dong (혜화동) - Hyejang-dong (혜장동) - Hyemyŏng-dong (혜명동) - Hyesan-dong (혜산동) - Hyesin-dong (혜신동) - Hyet'an-dong (혜탄동) - Kangan-dong (강안동) - Kanggu-dong (강구동) - Kŏmsan-dong (검산동) - Masan 1-dong (마산1동) - Masan 2-dong (마산2동) - Ryŏnbong 1-dong (련봉1동) | - Ryŏnbong 2-dong (련봉2동) - Ryŏndu-dong (련두동) - Sinhŭng-dong (신흥동) - Songbong 1-dong (송봉1동) - Songbong 2-dong (송봉2동) - Sŏnghu-dong (성후동) - T'apsŏng-dong (탑성동) - Wiyŏn-dong (위연동) - Yŏnhŭng-dong (영흥동) - Yŏnp'ung-dong (연풍동) - Changal-li (장안리) - Rojung-ri (로중리) - Sinjang-ri (신장리) - Unch'ong-ri (운총리) |

## Kinh tế

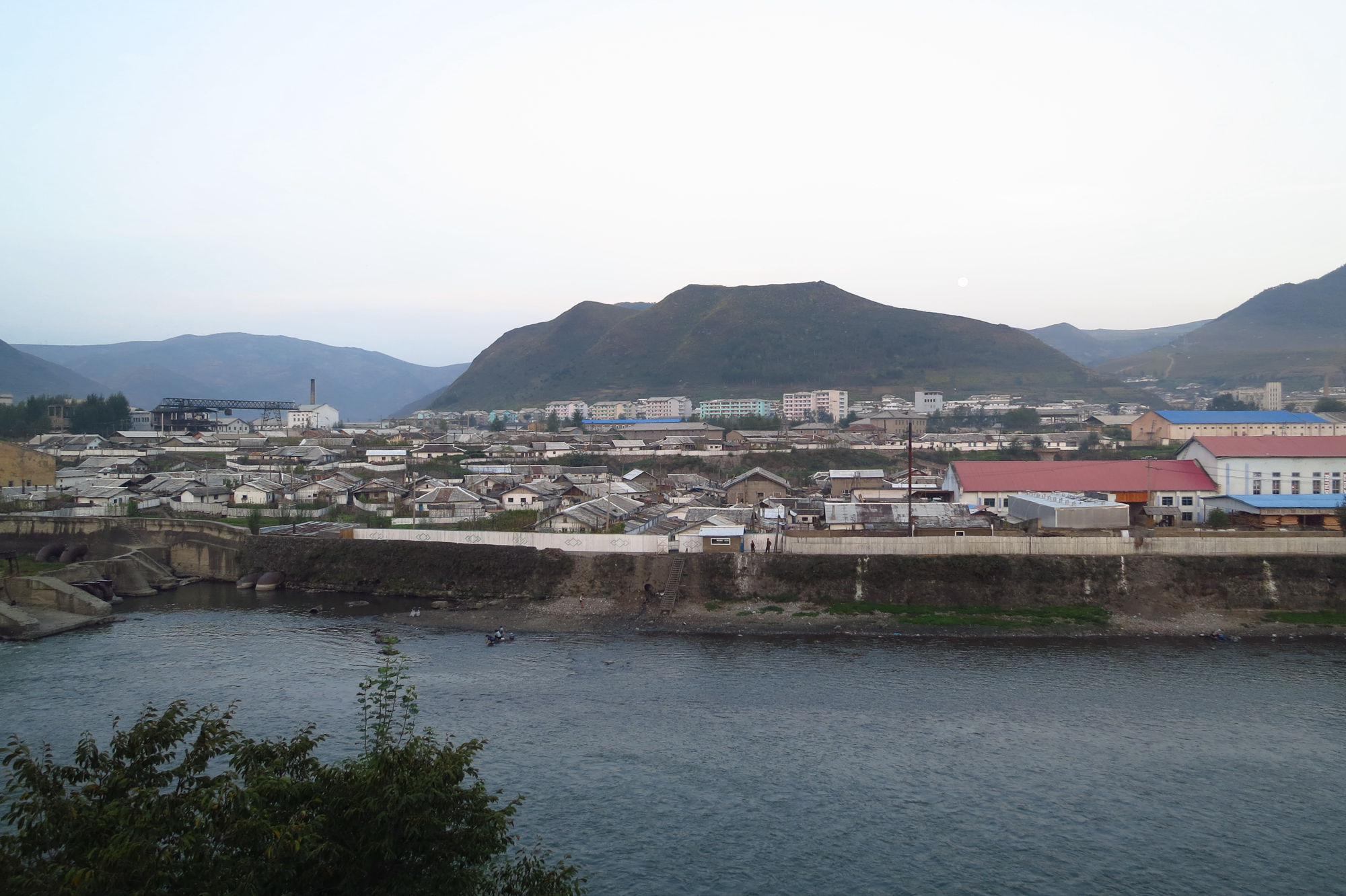
Trung tâm Hyesan vào tháng 9 năm 2013

Hyesan có các nhà máy chế biến gỗ, nhà máy giấy và nhà máy dệt. Kể từ khi cuộc khủng hoảng kinh tế của Triều Tiên gia tăng vào giữa những năm 1990, thành phố đã phải chịu sự đình trệ kinh tế và một số nhà máy trong thành phố bị đóng cửa. Các báo cáo và hình ảnh được chụp từ phía bên sông của Trung Quốc cho thấy nó giống một "Thành phố ma": hầu như không có chuyển động nào trên đường phố vào ban đêm thành phố trở nên tối tăm và không có điện. Cư dân của thành phố thậm chí đã phải giặt quần áo trên sông vì trong nhà không có nước.
Được khám phá lần đầu tiên vào những năm 1960, mỏ Hyesan hàng năm sản xuất ra 10.000 tấn đồng. khu vực này chiếm 80% trữ lượng đồng của Triều Tiên, và Triều Tiên đã ước tính rằng họ sẽ có thể tiếp tục khai thác đồng ở đó trong bốn mươi năm tới. Do mỏ Kapsan Tongjum, được khai thác trong thời kỳ thuộc địa Nhật Bản, cuối cùng đã cạn kiệt và đóng cửa vào năm 1990, mỏ Hyesan đóng vai trò huyết mạch của ngành sản xuất đồng quốc gia. Vào thời điểm đó, mỏ bị ngập vì thiết bị bơm ngừng hoạt động do thiếu điện trên toàn quốc. Mặc dù các công nhân tại mỏ đã cố gắng hết sức để bơm nước, nhưng họ không thể ngăn nước chảy vào mỏ với tốc độ 480㎥/giờ. Vào năm 1996, khi Triều Tiên phải chịu nạn đói, điện không được cung cấp cho mỏ, dẫn đến lũ lụt trong các hầm mỏ vào tháng 1 năm 1997. Mỏ Hyesan bị ngập lụt trở lại, cũng như các mỏ khác trên khắp đất nước, và mất tất cả các cơ sở khai thác. Từ năm 1998, Kim Jong-Il đã chi ngân sách 8.2 triệu USD để làm hút nước ra khỏi các mỏ, và mỏ đã được khôi phục bằng điện và thiết bị do Trung Quốc cung cấp.

## Giao thông
Hyesan được kết nối với các thành phố khác ở Triều Tiên bằng đường bộ và bằng tuyến Paektusan Ch'ŏngnyŏn và Pukpu của Đường sắt Nhà nước Triều Tiên.

## Giáo dục
Các trường học ở Hyesan bao gồm Trường trung học Hyesan và Trường Nữ sinh Hyesan. Giáo dục đại học bao gồm Đại học Y Hyesan, Đại học Nông lâm Hyesan, Cao đẳng Sư phạm Kim Jŏng-suk, Đại học Kỹ thuật Ánh sáng Hyesan, và Đại học Công nghiệp Hyesan.
Ở vùng nông thôn gần Hyesan có một số cảnh quan đáng chú ý bao gồm lầu Kwaegung, suối nước nóng Naegok và núi Trường Bạch.

## Người nổi tiếng
Thành phố này là quê hương của hai cô gái vốn được biết đến là những nhà hoạt động xã hội nổi tiếng và là hai trong số những người đã đào tẩu khỏi Triều Tiên do chính sách mà họ cho là "độc tài và diệt chủng" của Chính quyền Kim Jong-un, họ chính là:
- Park Yeon-mi (sinh năm 1993), được xác nhận là đã trốn khỏi Triều Tiên vào năm 2007.
- Lee Hyeon-seo (sinh năm 1980), được xác nhận là đã trốn khỏi Triều Tiên vào năm 1997.